# 戀物次文化
戀物次文化一个术语，用于描述感兴趣或受影响于戀物和性欲倒错艺术有关的生活方式。包括恋物杂志，和特别的风格的恋物时装，恋物摄影，恋物美术和恋物模特。也包括夜总会的恋物俱乐部里的恋物文化和观察女性排便过程的恋屎文化。

## 參照
- 迷文化（fandom）
- fetish fashion / fetish clothing（英语：Fetish fashion）（英文）
  - fetish model（英语：Fetish model）
- 戀物
  - clothing fetish（英语：Clothing fetish）
  - fetish art（英语：Fetish art）
  - fetish magazine（英语：Fetish magazine）